# Toray Pan Pacific Open 2004
Il Toray Pan Pacific Open 2004 è stato un torneo di tennis giocato sul cemento indoor.
È stata la 29ª edizione del Toray Pan Pacific Open, che fa parte della categoria Tier I nell'ambito del WTA Tour 2004.
Si è giocato al Tokyo Metropolitan Gymnasium di Tokyo, in Giappone, dal 30 gennaio all'8 febbraio 2004.

## Campionesse

### Singolare
Lindsay Davenport ha battuto in finale  Magdalena Maleeva con il punteggio di 6–4, 6–1.

### Doppio
Cara Black /  Rennae Stubbs  hanno battuto in finale  Ielene Likhovtseva /  Magdalena Maleeva con il punteggio di 6–0, 6–1.